# Oussouet
L'Oussouet est un affluent gauche de la Gailleste, entre Adour de Lesponne et Adouloustre, au sud de Tarbes dans les Hautes-Pyrénées).

## Hydronymie
L'hydronyme d'Oussouet est construit sur le radical Osse, fréquent dans les Pyrénées (Os, Osse, Ossau, Losse, Ossun...) et probablement d'origine ibère.

## Géographie
L'Oussouet naît sur le versant nord du Pic de l'Oussouet. Il reçoit les eaux de la fontaine sulfureuse de Labassère (290 m), s'écoule vers le nord puis le nord-est et rejoint la vallée de l'Adour à hauteur de Trébons où il conflue avec la Gailleste. Sa longueur est de 15,73 km.

### Communes et département traversés
- Hautes-Pyrénées[1] : Astugue, Bagnères-de-Bigorre, Germs-sur-l'Oussouet, Labassère, Neuilh et Trébons.

## Affluents
Le ruisseau de l'Oussouet a cinq affluents référencés:
- (D) Ruisseau le Gorse, 2 km ;
- (D) Ruisseau d'Embès, 2 km ;
- (G) Ruisseau Lingors, 2 km ;
- (D) Ruisseau Marrosque, 3 km ;
- (D) la Gailleste, 6,9 km.

(D) rive droite ; (G) rive gauche.